# Ronald Borchers
Ronald Borchers (ur. 10 sierpnia 1957 we Frankfurcie nad Menem, zm. 18 sierpnia 2024) – były niemiecki piłkarz występujący na pozycji pomocnika. Trener piłkarski.

## Kariera klubowa
Borchers jako junior grał w klubach SV Niederursel, Germania Ginnheim oraz Eintrachtu Frankfurt, do którego trafił w 1970 roku. W 1975 roku został włączony do jego pierwszej drużyny grającej w Bundeslidze. W tych rozgrywkach zadebiutował 12 czerwca 1976 roku w wygranym 6:1 pojedynku z Eintrachtem Brunszwik. 11 marca 1978 roku w przegranym 3:5 spotkaniu z FC St. Pauli strzelił pierwszego gola w Bundeslidze. W 1980 roku zdobył z klubem Puchar UEFA, a w 1981 roku Puchar RFN.
W 1984 roku Borchers odszedł do Arminii Bielefeld, również z Bundesligi. Pierwszy ligowy mecz zaliczył tam 6 października 1984 roku przeciwko FC Schalke 04 (2:1). W 1985 roku Borchers trafił do szwajcarskiego Grasshopper Club. W listopadzie 1986 roku powrócił do Niemiec, gdzie został graczem pierwszoligowego Waldhof Mannheim. Zadebiutował tam 1 listopada 1986 roku w przegranym 1:2 ligowym pojedynku z Eintrachtem Frankfurt. W Waldhofie grał do końca sezonu 1986/1987. Rozegrał tam w sumie 18 spotkań.
W 1987 roku przeszedł do FSV Frankfurt, grającego w Oberlidze. Po dwóch latach przeniósł się do innego klubu Oberligi, Kickers Offenbach. Potem grał jeszcze w Eintrachcie Frankfurt Amateure oraz SV Bernbach, gdzie w 1993 roku zakończył karierę.

## Kariera reprezentacyjna
W reprezentacji RFN Borchers zadebiutował 20 grudnia 1978 roku w wygranym 3:1 towarzyskim meczu z Holandią. W latach 1978–1981 w drużynie narodowej rozegrał w sumie 6 spotkań.